# (4830) 1988 RG4
(4830) 1988 RG4 (1988 RG4, 1976 HE, 1983 CU, 1985 VW4) — астероїд головного поясу, відкритий 1 вересня 1988 року.
Тіссеранів параметр щодо Юпітера — 3,518.